# Villa Basilio Nievas
Villa Basilio Nievas is een plaats in het Argentijnse bestuurlijke gebied Zonda in de provincie  San Juan. De plaats telt 4.038 inwoners.